# Łeba
Łeba (/ˈwɛ.ba/) (en cachoube : Leba ; en allemand : Leba) est une ville polonaise de la voïvodie de Poméranie et du powiat de Lębork. Elle s'étend sur 14,81 km2.

## Histoire
De 1772 à 1945, Leba fait partie de l'arrondissement de Lauenbourg-Bütow puis à partir de 1846, de l'arrondissement de Lauenbourg-en-Poméranie dans le district de Köslin dans la province de Poméranie.

## Climat
| Mois                                             | jan.       | fév.       | mars      | avril     | mai       | juin      | jui.      | août      | sep.      | oct.      | nov.       | déc.       | année      |
| ------------------------------------------------ | ---------- | ---------- | --------- | --------- | --------- | --------- | --------- | --------- | --------- | --------- | ---------- | ---------- | ---------- |
| Température minimale moyenne (°C)                | −2,1       | −1,9       | −0,2      | 2,9       | 6,9       | 10,8      | 13,4      | 13,3      | 10,2      | 6,2       | 2,5        | −0,6       | 5,1        |
| Température moyenne (°C)                         | 0,2        | 0,6        | 2,7       | 6,9       | 11,2      | 15        | 17,5      | 17,5      | 13,9      | 9,3       | 4,9        | 1,6        | 8,5        |
| Température maximale moyenne (°C)                | 2,4        | 3,1        | 6         | 11,3      | 15,7      | 19,1      | 21,5      | 21,7      | 17,9      | 12,6      | 7,2        | 3,7        | 11,8       |
| Record de froid (°C) date du record              | −23,2 2003 | −27,4 1956 | −19 1971  | −7,5 1979 | −4,8 1978 | −1,6 1977 | 4,1 1952  | 1,8 1973  | −2,5 1966 | −6,1 1956 | −15,4 1965 | −19,7 1969 | −27,4 1956 |
| Record de chaleur (°C) date du record            | 12,1 2007  | 16,8 1990  | 22,6 1968 | 29 2000   | 32,4 1971 | 33,7 1964 | 34,9 1959 | 37,2 1992 | 32,1 1975 | 27,6 1966 | 20,3 1968  | 12,9 2006  | 37,2 1992  |
| Ensoleillement (h)                               | 42,8       | 67,1       | 133,1     | 213,6     | 281,3     | 277,2     | 274,7     | 249       | 176,1     | 112,6     | 48,3       | 32,1       | 1 904,9    |
| Précipitations (mm)                              | 43         | 34         | 37,7      | 27,9      | 48,7      | 53,2      | 73,3      | 79,8      | 75,1      | 76,8      | 58,9       | 53,2       | 661,7      |
| dont neige (cm)                                  | 73,6       | 98,7       | 34,8      | 0,9       | 0,1       | 0         | 0         | 0         | 0         | 1,1       | 5,4        | 62,2       | 276,9      |
| Nombre de jours avec précipitations              | 10,6       | 8,7        | 8,2       | 6,3       | 7,4       | 8,2       | 9,3       | 10,6      | 9,9       | 11        | 10,9       | 11,8       | 112,9      |
| dont nombre de jours avec précipitations ≥ 10 mm | 0,5        | 0,4        | 0,6       | 0,6       | 1,3       | 1,6       | 2,4       | 2,5       | 2,3       | 2,3       | 1,5        | 0,9        | 16,9       |
| Humidité relative (%)                            | 85,9       | 85         | 82,1      | 78,1      | 78,4      | 79,3      | 81,3      | 81,3      | 82,2      | 83,9      | 87,6       | 87,9       | 82,8       |
| Nombre de jours avec neige                       | 11,8       | 12         | 5,4       | 0,4       | 0,1       | 0         | 0         | 0         | 0         | 0,2       | 1,5        | 7,1        | 38,5       |

| Diagramme climatique                                  |           |           |             |             |              |              |              |              |             |            |             |
| J                                                     | F         | M         | A           | M           | J            | J            | A            | S            | O           | N          | D           |
| 2,4−2,143                                             | 3,1−1,934 | 6−0,237,7 | 11,32,927,9 | 15,76,948,7 | 19,110,853,2 | 21,513,473,3 | 21,713,379,8 | 17,910,275,1 | 12,66,276,8 | 7,22,558,9 | 3,7−0,653,2 |
| Moyennes : • Temp. maxi et mini °C • Précipitation mm |           |           |             |             |              |              |              |              |             |            |             |